# Ravensara
Ravensara é um género botânico pertencente à família Lauraceae.
1. ↑  «Ravensara — World Flora Online». www.worldfloraonline.org. Consultado em 19 de agosto de 2020